# Franciszek Lisowski

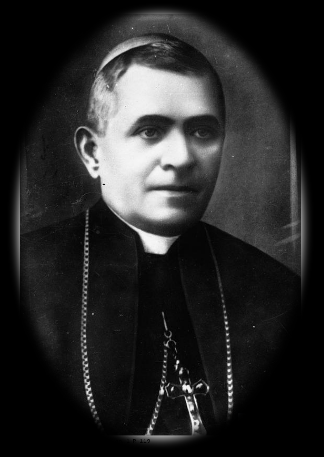
Franciszek Lisowski, Bischof von Tarnów (1933–1939)

Franciszek Lisowski (* 1. Oktober 1876 in Cieszanów, Galizien; † 3. Juni 1939 in Tarnów, Polen) war Bischof von Tarnów.

## Leben
Nach dem Abitur im Jahre 1895 begann er ein Studium der Theologie an der Universität Lemberg und setzte es anschließend an der Gregoriana in Rom fort. Am 19. August 1900 empfing er in Rom die Priesterweihe. Am 15. Mai 1902 promovierte er ebenfalls in Rom in Philosophie und Theologie. Nach seiner Rückkehr aus Rom unterrichtete er an Lemberger Gymnasien. 1911/1912 informierte er sich auf einer Deutschlandreise über das dortige Schulwesen. Anschließend lehrte er an der Theologischen Fakultät der Universität Lemberg Dogmatik und bekleidete dort auch das Amt des Dekans. Von 1913 bis 1933 war er zudem Präfekt und später Rektor des Priesterseminars in Lemberg.
Am 20. Juli 1928 ernannte ihn Papst Pius XI. zum Weihbischof in Lemberg und Titularbischof von Mariamme. Die Bischofsweihe erhielt er am 7. Oktober 1928 durch den Erzbischof von Lemberg Bolesław Twardowski. Er wurde Mitglied des Domkapitels und Generalvikar des Erzbischofs. Am 27. Januar 1933 wurde er zum Bischof von Tarnów ernannt. Als Bischof setzte er sich sehr für Bildungs- und karitative Aufgaben ein, er berief 1938 eine Diözesansynode ein und errichtete mehrere neue Gemeinden.
Bischof Lisowski starb während der Weihehandlung junger Seminaristen und wurde auf seinen Wunsch auf dem neuen Friedhof „unter den Ärmsten der Stadt Tarnów“ beigesetzt.